# Conus habui
Espèce
Statut de conservation UICN

 DD  : Données insuffisantes
Conus habui est une espèce de mollusques gastéropodes marins de la famille des Conidae.
Comme toutes les espèces du genre Conus, ces escargots sont prédateurs et venimeux. Ils sont capables de « piquer » les humains et doivent donc être manipulés avec précaution, voire pas du tout.

## Description
La taille de la coquille atteint 30 mm.

## Distribution
Cette espèce marine est présente au large d'Okinawa, au Japon et au large des Philippines.

### Niveau de risque d’extinction de l’espèce
Selon l'analyse de l'UICN réalisée en 2011 pour la définition du niveau de risque d'extinction, les données sont insuffisantes pour fonder une évaluation de cette espèce récemment décrite. Elle est considérée comme un synonyme possible de Conus samiae. Elle est inscrite dans la catégorie Données insuffisantes.

## Taxonomie

### Publication originale
L'espèce Conus habui a été décrite pour la première fois en 2002 par le malacologiste taïwanais Tzu Chiao Lan (d) (1931-2004) dans la publication intitulée « Bulletin of Malacology, Malacological Society of Taiwan »,.

### Synonymes
- Conus (Phasmoconus) habui Lan, 2002 · appellation alternative
- Phasmoconus habui (Lan, 2002) · non accepté

## Identifiants taxinomiques
Chaque taxon catalogué par les bases de données biologiques et taxonomiques possède un identifiant qui permet d'établir un point de référence. Les identifiants de Conus habui dans les principales bases sont les suivants :
CoL : XXJG - GBIF : 5728219 - iNaturalist : 432003 - IRMNG : 11697068 - TAXREF : 138087 - UICN : 192376 - WoRMS : 387733